# Atlas (canção)
"Atlas" é uma canção da banda britânica de rock alternativo Coldplay. Lançada em 2013, foi escrita e gravada para a trilha sonora do filme The Hunger Games: Catching Fire. O single foi lançado mundialmente em 6 de setembro de 2013 e Reino Unido no dia 8 do mesmo mês. Torna-se a primeira canção da banda destinada a um filme, este a ser lançado no dia 22 de novembro de 2013.

## Faixas
| Download digital |         |         |  |
| N.º              | Título  | Duração |  |
| 1.               | "Atlas" | 3:56    |  |

## Tabelas musicais
| Paradas (2013)                                 | Melhor posição |
| ---------------------------------------------- | -------------- |
| Austrália (ARIA)                               | 30             |
| Áustria (Ö3 Austria Top 75)                    | 31             |
| Bélgica (Ultratop 50 de Flandres)              | 17             |
| Bélgica (Ultratop 50 da Valônia)               | 20             |
| Canadá (Canadian Hot 100)                      | 33             |
| Dinamarca (Hitlisten)                          | 20             |
| Escócia (Scottish Singles Chart)               | 13             |
| Espanha (PROMUSICAE)                           | 18             |
| França (SNEP)                                  | 31             |
| Irlanda (IRMA)                                 | 12             |
| Itália (FIMI)                                  | 9              |
| Países Baixos (Single Top 100)                 | 3              |
| Nova Zelândia (Recorded Music NZ)              | 20             |
| Reino Unido (UK Singles Chart)                 | 12             |
| Estados Unidos (Billboard Hot 100)             | 69             |
| Estados Unidos (Billboard Rock Songs)          | 13             |
| Estados Unidos (Billboard Alternative Airplay) | 24             |

## Lançamento
| Região | Data                  | Formato          |
| ------ | --------------------- | ---------------- |
| Mundo  | 6 de setembro de 2013 | Download digital |

## Ligações internas
- Site oficial do Coldplay